# Нелсон (округ, Вірджинія)
Шаблон:StateAbbr_ 37°47′ пн. ш. 78°53′ зх. д. / 37.79° пн. ш. 78.88° зх. д.
Округ  Нелсон (англ. Nelson County) — округ (графство) у штаті  Вірджинія, США. Ідентифікатор округу 51125.

## Історія
Округ утворений 1807 року.

## Демографія
За даними перепису 2000 року загальне населення округу становило 14445 осіб, усе сільське. Серед мешканців округу чоловіків було 7031, а жінок — 7414. В окрузі було 5887 домогосподарств, 4147 родин, які мешкали в 8554 будинках. Середній розмір родини становив 2,88.
Віковий розподіл населення поданий у таблиці:
| Стать    | До 15 років | 15-21 | 22-29 | 30-39 | 40-49 | 50-65 | 65-85 | Понад 85 |
| -------- | ----------- | ----- | ----- | ----- | ----- | ----- | ----- | -------- |
| Чоловіки | 1311        | 611   | 496   | 882   | 1175  | 1493  | 993   | 70       |
| Жінки    | 1221        | 569   | 519   | 954   | 1247  | 1547  | 1194  | 163      |

## Суміжні округи
- Албемарл — північний схід
- Бакінгем — південний схід
- Аппоматтокс — південь
- Амгерст — південний захід
- Рокбридж — захід
- Огаста — північний захід

## Виноски
1. ↑  U.S. Decennial Census. United States Census Bureau. Процитовано 4 січня 2014.
2. ↑  Historical Census Browser. University of Virginia Library. Архів оригіналу за 26 грудня 2013. Процитовано 4 січня 2014.
3. ↑  Population of Counties by Decennial Census: 1900 to 1990. United States Census Bureau. Процитовано 4 січня 2014.
4. ↑  Census 2000 PHC-T-4. Ranking Tables for Counties: 1990 and 2000 (PDF). United States Census Bureau. Процитовано 4 січня 2014.
5. ↑  State & County QuickFacts. United States Census Bureau. Процитовано 4 січня 2014.(англ.) Наведено за англійською вікіпедією.
6. ↑  American FactFinder. Бюро перепису населення США. Архів оригіналу за 26 лютого 2012. Процитовано 31 січня 2008.

| США | Це незавершена стаття з географії США. Ви можете допомогти проєкту, виправивши або дописавши її. |